# Dibothrosuchus
Dibothrosuchus is een geslacht van uitgestorven sphenosuchide Crocodylomorpha, de clade die de krokodilachtigen en hun naaste verwanten omvat. Het is bekend van verschillende gedeeltelijke skeletten en schedels. Deze fossielen werden gevonden in rotsen uit het Vroeg-Jura (Vroeg-Pliensbachien, circa 186 miljoen jaar oud) van Yunnan, China. Dibothrosuchus was een kleine landbewonende krokodilachtige die waarschijnlijk een scherp gehoor had.

## Ontdekkingsgeschiedenis
Dibothrosuchus werd in 1965 benoemd door David Jay Simmons gebaseerd op een gedeeltelijke schedel en skelet bij Dawa verzameld door de missionaris pater Oehler van de Katholieke Universiteit Fu Jen uit moddersteen in de buurt van Huangchiatien. De typesoort is Dibothrosuchus elaphros. De geslachtsnaam betekent 'dubbel uitgeholde krokodil'. De soortaanduiding betekent 'lichtvoetig'.
Het holotype is CUP 2081. Het bestaat uit een schedel, onderkaken, wervelkolom en delen van de voorpoot.
Verdere overblijfselen van dit geslacht werden in 1985 teruggevonden door een gezamenlijke Chinees-Amerikaanse expeditie. Fossielen van Dibothrosuchus komen uit de Zhangjiawa-formatie, oorspronkelijk toegewezen aan de Reds Beds van de Lufeng-formatie, en zijn dus geologisch jonger dan andere crocodylomorfen uit de regio. Er zijn ten minste drie gedeeltelijke skeletten en twee schedels bekend, samen met losse botten.
Een tweede soort Dibothrosuchus xingsuensis werd in 1986 door Wu benoemd op basis van het skelet IVPP V 7907. Na heronderzoek van het holotype vonden Wu en Chatterjee Dibothrosuchus xingsuensis een synoniem van Dibothrosuchus elaphros, waardoor er slechts één soort in het geslacht overbleef.

## Beschrijving
Dibothrosuchus was geen groot dier. Van de punt van de snuit tot de achterhoofdsknobbel is de schedel van IVPP V 7907 slechts honderdvierenzestig millimeter lang en de lichaamslengte van het individu wordt geschat op honderddertig centimeter. In algemene vorm was Dibothrosuchus een slanke viervoeter met lange staart, lange ledematen en een spitse snuit. In tegenstelling tot moderne krokodilachtigen was het een landdier. De bovenkaak had vijf kleine tanden per premaxilla (snuitpuntbotten) en zeventien per maxilla, met een klein gaatje tussen de maxilla en premaxilla voor een vergrote tand in de onderkaak te passen. Ten minste elf tanden waren aanwezig aan elke kant van de onderkaak. Op de bovenkant van de schedel waren verschillende kleine ribbels aanwezig. De verschillende delen van de schedel die het gehoor ondersteunden, waren goed ontwikkeld, wat aangeeft dat Dibothrosuchus een scherp gehoor had en waarschijnlijk een vocaal dier was dat kon communiceren met anderen van hetzelfde geslacht, zoals moderne krokodilachtigen. Twee rijen pantserplaten liepen langs de middenlijn van de ruggengraat.

## Fylogenie
Dibothrosuchus werd eerst beschreven als een ornithosuchide thecodont, maar werd later opnieuw geclassificeerd als een sphenosuchide sphenosuchiër.